# Le Classique
Le Classique (pronúncia em francês: [lə klasik], lit.  "O Clássico") é o confronto do futebol profissional francês entre os clubes Paris Saint-Germain (PSG) e Olympique de Marseille (OM). Os dois são os clubes franceses com mais troféus e os únicos  a possuirem um importante troféu europeu. Por isso, é considerado uma das maiores rivalidades da França.
Disputado pela primeira vez no dia 12 de dezembro de 1971, com vitória do OM por 4 a 2. A rivalidade apenas teve ares mais sérios no final da década de 1980 e começo da de 1990, quando brigas entre torcedores das duas equipes se tornaram mais frequentes.

## História
Embora seja considerada uma das maiores rivalidades da França, há uma disparidade notável nas comparações entre os dois clubes. Enquanto o Marseille tem mais de cento e vinte anos de história, o Saint-Germain completou cinquenta em 2020.
Mesmo assim, um fator foi importantíssimo para o confronto se tornar, de fato, um clássico. O Olympique, com uma nova diretoria, passou a investir muito nas contratações e conquistar títulos, quase na mesma época em que o PSG foi comprado pelo Canal+, e passou a se reforçar na mesma medida. Assim, com o canal de televisão alimentando ainda mais o interesse pelas partidas entre as equipes, a rivalidade veio à tona.

## Jogos decisivos e memoráveis
Olympique de Marseille 1 - 0 Paris Saint-Germain (5 de maio de 1989)
Na temporada 1988-89, ambos estavam empatados na liderança da Ligue 1 com 70 pontos. Na última rodada, o confronto decidiria o título. A partida permaneceu em 0 a 0 até o último minuto, quando Franck Sauzée marcou o gol da vitória e do título Marselhano.
Paris Saint-Germain 0 - 1 Olympique de Marseille (20 de dezembro de 1992)
Novamente, os dois clubes estavam no topo da tabela. Artur Jorge, então treinador do PSG, declarou em um jornal que seu time iria "passar por cima" do Olympique, gerando muita repercussão. Bernard Tapie, presidente do Marseille na época, buscando incentivar seus jogadores, colou uma cópia da matéria no vestiário, o que acabou dando certo, dada a vitória da equipe Marselhana.
Olympique de Marseille 3 - 1 Paris Saint Germain (29 de maio de 1993)
Apenas três dias após a conquista europeia do Olympique, a vitória considerada fácil por 3 a 1 sobre os parisienses gerou revolta nos torcedores do PSG, que começaram a arremessar objetos em chamas à tribuna Ganay do estádio, ferindo diversas pessoas.
Paris Saint-Germain 2 - 1 Olympique de Marseille (4 de maio de 1990)
O Olympique estava na disputa do título com o Bordeaux, enquanto que o PSG não fazia uma boa campanha. Para completar, o clube de Paris não vencia o de Marselha pela Ligue 1 desde 1990. Porém, a vitória veio e, com ele, o tropeço fundamental do Marseille, que viu seu rival Bordeaux conquista o título francês algumas partidas mais tarde.
Olympique de Marseille 0 - 3 Paris Saint-Germain (9 de março de 2003)
Pela primeira vez em 15 anos, o PSG venceu o Marseille no Stade Vélodrome, dificultando a luta dos Marselhanos pelo título.
Paris Saint-Germain 2 - 1 Olympique de Marseille (7 de novembro de 2004)
Com um jogador a menos desde o primeiro tempo, devido a uma expulsão injusta, o PSG conseguiu vencer seu rival, que tinha contratado recentemente dois jogadores do clube de Paris.
Olympique de Marseille 2 - 3 Paris Saint-Germain (10 de novembro de 2004)
Só três dias se passaram após a vitória heroica do PSG por 2 a 1. Dessa vez pela Copa da Liga Francesa, o Marseille logo abriu 2 a 0 no primeiro tempo. Porém, devido a falhas na defesa, a equipe parisiense conseguiu virar e venceu por 3 a 2, conquistando suas 8ª vitória consecutiva sobre o rival.

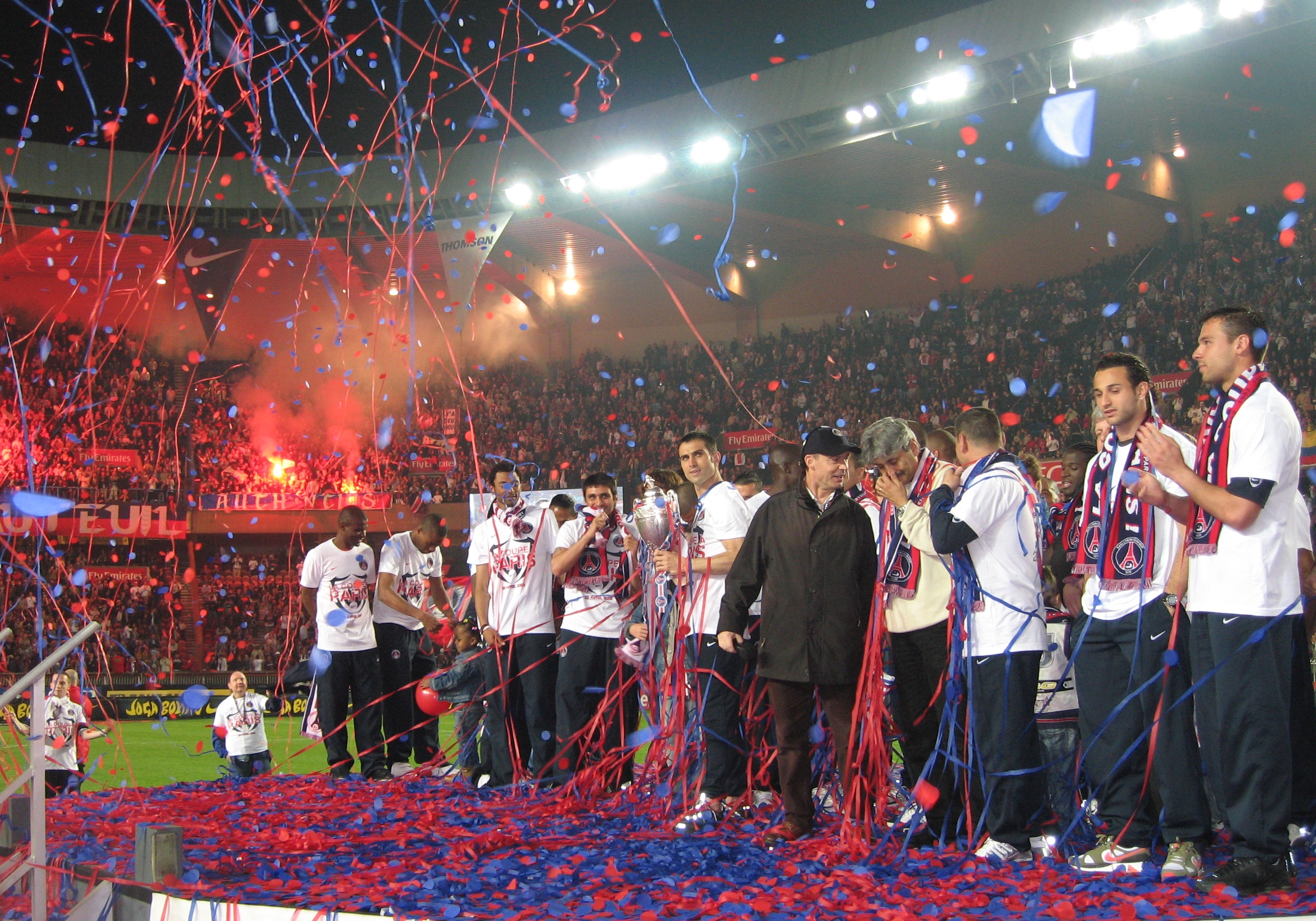
Jogadores do PSG celebrando o título da Copa da França, em 2006, conquistado em cima do Marseille.

Paris Saint-Germain 0 - 0 Olympique de Marseille (5 de março de 2006)
Em protesto contra a má segurança do estádio Parc de Princes, o presidente do Marseille, Pape Diouf, decidiu mandar apenas jogadores juvenis e reservas para a partida. O empate então teve gosto de vitória para os Marselhanos.
Olympique de Marseille 1 - 2 Paris Saint-Germain (29 de abril de 2006)
Era a final da Copa da França de 2006. O Marseille ia bem nas competições em que disputava, enquanto que o PSG lutava contra o rebaixamento na Ligue 1. O favoritismo era todo da equipe de Marselha, porém o time parisiense conseguiu abrir 2 a 0 e deixou o Olympique sem espaços no campo. Apenas um gol não foi necessário para evitar a 7ª conquista da Copa do PSG.
Paris Saint-Germain 1 - 3 Olympique de Marseille (10 de setembro de 2006)
Com a vitória, o Marseille quebrou um tabu de 7 anos sem vencer no Parc de Princes, estádio do PSG.

## Incidentes
Como toda rivalidade no futebol, o Le Classique já ficou marcado por muitos atos de vandalismo. Embora tenha se tentado controlar esse ódio crescente entre torcedores de ambos os times, episódios lamentáveis são evidenciados cada vez mais.
- 11 de Abril de 1995: 146 prisões e 9 policiais feridos;[1]
- 13 de Outubro de 2000: torcedor de 18 anos do Marseille ficou paralisado pela vida toda após ter sido atingido por um banco arremessado;[1]
- 26 de Outubro de 2002: 61 prisões;
- 25 de Janeiro de 2003: 43 prisões;
- 9 de Março de 2003: 27 feridos e 1 hospitalizado
- 29 de Abril de 2006: 2 feridos
- 2 de Setembro de 2007: 3 feridos e 5 prisões
- 15 de Março de 2009: 20 prisões
- 25 de Outubro de 2009: 10 prisões e 10 feridos[2]
- 20 de Novembro de 2009: 15 prisões[3]

## Estatísticas

### Resultados gerais
| Division 1/Ligue 1    | 90  | 32 | 20 | 38 | 105 | 127 |
| Coupe de France       | 14  | 2  | 2  | 10 | 13  | 27  |
| Coupe de la Ligue     | 2   | 0  | 0  | 2  | 2   | 5   |
| Trophée des Champions | 2   | 0  | 1  | 1  | 1   | 2   |
| Total                 | 108 | 34 | 23 | 51 | 121 | 161 |

### Comparativo de títulos
| Competição                          | OM | PSG |
| ----------------------------------- | -- | --- |
| Liga dos Campeões da UEFA           | 1  | 1   |
| Taça dos Clubes Vencedores de Taças | 0  | 1   |
| Taça Intertoto da UEFA              | 1  | 1   |
| Ligue 1                             | 9  | 12  |
| Coupe de France                     | 10 | 15  |
| Coupe de la Ligue                   | 3  | 9   |
| Trophée de Champions                | 3  | 12  |
| Ligue 2                             | 1  | 1   |
| Total                               | 28 | 51  |

## Recordes

### Maiores sequências invictas
| Clube |                                   |                                  |                        |
| Clube | De                                | Até                              | Jogos                  |
| ----- | --------------------------------- | -------------------------------- | ---------------------- |
| PSG   | 8 de abril de 2012 PSG 2–1 OM     | 27 de outubro de 2019 PSG 4–0 OM | 17 vitórias, 3 empates |
| PSG   | 26 de Outubro de 2002 PSG 3-0 OM  | 2 de Abril de 2005 OM 1-1 PSG    | 8 vitórias, 1 empate   |
| OM    | 8 de Setembro de 1990 OM 2-1 PSG  | 15 de Janeiro de 1994 PSG 1-1 OM | 6 vitórias, 3 empates  |
| PSG   | 7 de Abril de 1979 PSG 4-3 OM     | 7 de Setembro de 1984 PSG 2-1 OM | 6 vitórias             |
| OM    | 20 de Setembro de 1975 PSG 2-3 OM | 30 de Agosto de 1977 OM 2-1 PSG  | 4 vitórias, 1 empate   |
| OM    | 12 de Dezembro de 1971 OM 4-2 PSG | 9 de Maio de 1975 OM 2-2 PSG     | 3 vitórias, 2 empates  |
| PSG   | 13 de janeiro de 2021 PSG 2-1 OM  | 16 de outubro de 2022 PSG 1-0 OM | 4 vitórias, 1 empate   |

 
|

### Jogadores com mais aparições e gols
| Jogador            | Clube | Partidas | Gols |
| ------------------ | ----- | -------- | ---- |
| Zlatan Ibrahimović | PSG   | 11       | 11   |
| Pauleta            | PSG   | 12       | 6    |
| Hervé Florès       | OM    | 5        | 5    |
| Mamadou Niang      | OM    | 9        | 3    |
| Ronaldinho Gaúcho  | PSG   | 6        | 2    |

### Maiores públicos
| Data                    | Competição     | Placar     | Estádio         | Público |
| ----------------------- | -------------- | ---------- | --------------- | ------- |
| 29 de Abril de 2006     | Copa da França | OM 1-2 PSG | Stade de France | 79.000  |
| 24 de Janeiro de 2004   | Copa da França | OM 1-2 PSG | Stade Vélodrome | 59.000  |
| 8 de Abril de 1998      | Ligue 1        | OM 0-0 PSG | Stade Vélodrome | 57.603  |
| 15 de Fevereiro de 2000 | Ligue 1        | OM 4-1 PSG | Stade Vélodrome | 57.243  |
| 4 de Fevereiro de 2007  | Ligue 1        | OM 1-1 PSG | Stade Vélodrome | 56.592  |
| 29 de Novembro de 1998  | Ligue 1        | OM 0-0 PSG | Stade Vélodrome | 56.500  |
| 26 de Outubro de 2008   | Ligue 1        | OM 2-4 PSG | Stade Vélodrome | 56.426  |
| 17 de Fevereiro de 2001 | Ligue 1        | OM 1-0 PSG | Stade Vélodrome | 56.315  |
| 16 de Outubro de 2005   | Ligue 1        | OM 1-0 PSG | Stade Vélodrome | 56.297  |
| 17 de Fevereiro de 2008 | Ligue 1        | OM 2-1 PSG | Stade Vélodrome | 56.106  |